# اورلوفکا (شهرستان کارماسکالینسکی، باشقیرستان)
اورلوفکا (انگلیسی: Orlovka, Karmaskalinsky District, Republic of Bashkortostan) یک شهرک در شهرستان کارماسکالینسکی استان باشقیرستان کشور روسیه است.